# Sbory dobrovolných hasičů v okrese Trutnov
Toto je seznam sborů dobrovolných hasičů v okrese Trutnov:
- SDH Třebihošť
- SDH Hajnice
- SDH Mladé Buky
- SDH Mostek
- SDH Rtyně v Podkrkonoší
- SDH Úpice
- SDH Velké Svatoňovice
- SDH Dubenec
- SDH Lanžov
- a další